# Manderlay
Manderlay är en dansk dramafilm från 2005 i regi av Lars von Trier.

## Handling
Alabama på 1930-talet. Filmen börjar med att Grace och hennes far råkar passera en gård långt ute på landet, Manderlay. Trots att slaveriet är avskaffat sedan länge har det fortsatt på gården, och slaven Timothy bestraffas av gårdens ägare Mam. När en ursinnig Grace ingriper för att sätta stopp dör Mam. Grace får överta gården, men upptäcker till sin förvåning att de tidigare slavarna inte alls är tacksamma. Nu har de blivit delägare och måste vara med på stormöten för att bestämma småsaker. Graces metoder blir allt tuffare, och hennes idealism och människokärlek vänds så småningom till sin motsats.

## Om filmen
Filmen ingår i von Triers USA-trilogi och är en uppföljare till Dogville. Nästa film i serien, Washington, är ännu inte påbörjad.
Filmen är inspelad i en studio i Trollhättan.

## Skådespelare (urval)
- Bryce Dallas Howard – Grace
- John Hurt – Berättare
- Willem Dafoe – Graces far
- Danny Glover – Wilhelm
- Lauren Bacall – Mam
- Chloë Sevigny – Philomena
- Udo Kier – Mr. Kirspe
- Eric Voge – Gangster